# Puchar Panamerykański w Wielobojach Lekkoatletycznych 2015
Puchar Panamerykański w Wielobojach Lekkoatletycznych 2015 – 10. edycja zawodów lekkoatletycznych, które odbyły się 19 i 20 czerwca w Ottawie. Zawody były kolejną odsłoną cyklu IAAF World Combined Events Challenge w sezonie 2015.

## Rezultaty
| Konkurencja:           | 1. miejsce         | Rezultat  | 2. miejsce             | Rezultat     | 3. miejsce          | Rezultat     |
| Dziesięciobój mężczyzn | Yordanis García    | 7977 pkt. | Juan Carlos de la Cruz | 7504 pkt. NR | Kevin Lazas         | 7483 pkt.    |
| Siedmiobój kobiet      | Yorgelis Rodríguez | 6068 pkt. | Uhunoma Osazuwa        | 6008 pkt.    | Madelaine Buttinger | 5643 pkt. PB |